# Sigfrido Burroni
Sigfrido Burroni (Bracciano, 1º gennaio 1898 – Roma, 10 febbraio 1989) è stato un militare italiano insignito della medaglia d'oro al valor militare a vivente nel corso della seconda guerra mondiale.

## Biografia
Nacque a Bracciano, provincia di Roma, il 1 gennaio 1898, figlio di Camillo e Anna Lombardi.
Chiamato a prestare servizio militare nel Regio Esercito nel marzo 1917, in piena prima guerra mondiale, venne assegnato all'arma di fanteria fu ammesso a frequentare il corso allievi ufficiali a Gorizia. Nominato sottotenente di complemento nei bersaglieri nel marzo 1918 fu assegnato, a domanda, al XXII reparto d'assalto partecipando alle battaglie di giugno sul fiume Piave e di ottobre- novembre a Vittorio Veneto. Dal marzo al novembre 1919 prestò servizio in Tripolitania assegnato al 1º Reggimento bersaglieri dove fu promosso tenente. Venne posto in congedo nel dicembre 1920, e richiamato in servizio a domanda nel febbraio 1935 partì con il 13º Reggimento fanteria "Pinerolo" per l'Eritrea dove partecipò alla guerra d'Etiopia, e quindi con la promozione a capitano nel settembre 1936 passò al XXIX Battaglione coloniale. Dal dicembre 1938 al giugno 1939 prese parte volontariamente alle operazioni militari nel corso della guerra di Spagna, in forza al Corpo Truppe Volontarie presso il 1º Reggimento "Frecce Verdi", meritando per la battaglia di Catalogna la Cruz Roja al merito di guerra dal governo spagnolo. Richiamato ancora in servizio attivo a domanda il 12 maggio 1940, in forza all'8º Reggimento bersaglieri, dopo lo scoppio della seconda guerra mondiale partecipò alle operazioni militari sul fronte occidentale, e nell'agosto dello stesso anno, fu trasferito a domanda nel Regio corpo truppe coloniali della Libia ed assegnato al I Battaglione fanteria libica "Zuara" mobilitato. Rimasto ferito gravemente nel combattimento di Alam el Nibeiwa il 9 dicembre 1940, fu fatto prigioniero di guerra sul campo e ricoverato presso l'ospedale militare di Eliopoli (Egitto). Rientrato in Patria nel novembre 1946 fu promosso maggiore con anzianità gennaio 1942 ed iscritto nel R.O. (Ruolo d’Onore). Decorato con la medaglia d'oro al valor militare a vivente, venne promosso Generale di Brigata R. O. nel 1970.Morì a Roma il 10 febbraio 1989.